# Super Besse
Super Besse – francuska stacja narciarska w miejscowości Besse-et-Saint-Anastaise (departament Puy de Dôme, region Owernia), położona na stokach Puy de Sancy. Jest to największa stacja narciarska w Masywie Centralnym. Oferuje 87 km tras dla narciarstwa alpejskiego i 125 km tras dla narciarstwa klasycznego.
Super Besse położona jest na obszarze Parku Regionalnego Wulkanów Owernii.